# Video Genie

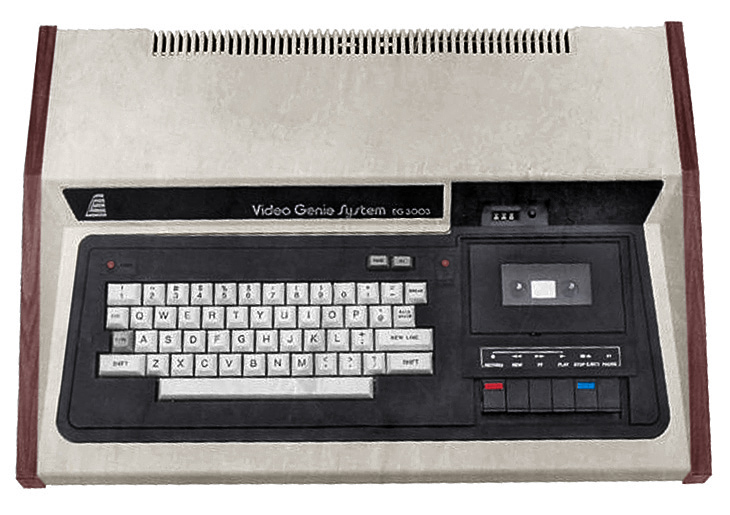
Video Genie (Genie I)

Unter dem Namen Video Genie wurden die TRS-80 kompatiblen Computer Genie I/II in Europa vertrieben, in anderen Ländern aber unter anderem Namen so z. B. in Australien und Neuseeland unter dem Namen system-80. Produziert wurden die Genie Computer von der Firma EACA in Hongkong und in Deutschland von der Firma Trommeschläger Computer Service vertrieben. TCS bot für die Genie I/II Computer umfangreiche Peripherie an, daher wurde das Video Genie von TCS auch als "Video Genie System" bezeichnet.

## Technische Daten
(Genie I)
- CPU: Zilog Z80, 1,76 MHz

- Video: Monochrome
  - 64×16 / 32×16 Textauflösung
  - 128×48 Blockgrafik
  - Composite Videoausgang
  - RF TV-Ausgang

- 16 KB RAM, erweiterbar auf 48 KB

- 12 KB ROM enthält Microsoft LEVEL II BASIC

- eingebaute 500 Baud Datasette, mit Anschlussmöglichkeit eines externen Gerätes

## Versionen
- Die erste Version hatte nur eine 51-Tasten Tastatur, welcher die CLEAR und TAB Tasten fehlten, im Vergleich zum Tandy TRS-80 Model I.
- Die zweite Version hatte eine korrekte Tastatur, aber musste dafür auf die rechte SHIFT Taste verzichten. Diese Version hatte zusätzlich noch einen Kassetten Spieler VU-Meter und eine Lautstärkekontrolle.

## Modellausführungen und Varianten
- Genie I (EG3003 – 1981) – eingebauter Kassettenrekorder
- Genie II (EG3008 – 1981) – numerische Tastatur
- Genie III (EG3200 – 1982) – CP/M-kompatibel
- Genie IIIs – hochauflösende Grafik
- Colour Genie (EG2000 – 1982) – farbige Grafik, Sound

## Peripherie
- EG3014 Expander
  - EG3020 RS-232 Interface
  - EG3021 Double Density Kit
  - EG3022 S-100 Bus Interface
- EG3016 Parallel Printer Interface